# Sou Yaty
Sou Yaty (khm. ស៊ូ យ៉ាទី; ur. 17 grudnia 1991 w Phnom Penh) – kambodżański piłkarz grający na pozycji bramkarza w Boeung Ket Angkor FC.

## Kariera klubowa
Rozpoczął karierę w 2006 roku w Build Bright United. Po pewnym czasie przerwał karierę, by skupić się na nauce, jednak w 2009 roku wznowił ją i został zawodnikiem National Defence Ministry FC. W 2010 został wybrany najlepszym bramkarzem ligi oraz zdobył Puchar Kambodży. We wrześniu 2013 podpisał kontrakt na sezon 2014 z Phnom Penh Crown FC. W lutym 2015 przeszedł do Boeung Ket Angkor FC.

## Kariera reprezentacyjna
W reprezentacji Kambodży zadebiutował 5 września 2012 w zremisowanym 0:0 meczu z Filipinami.

## Osiągnięcia
- Mistrzostwo Kambodży (1): 2014
- Puchar Kambodży (1): 2010